# Keong Lee Yoke
Keong Lee Yoke es un deportista malasio que compitió en taekwondo. Ganó tres medallas de bronce en el Campeonato Asiático de Taekwondo entre los años 1982 y 1986.

## Palmarés internacional
| Campeonato Asiático | Campeonato Asiático | Campeonato Asiático | Campeonato Asiático |
| Año                 | Lugar               | Medalla             | Categoría           |
| ------------------- | ------------------- | ------------------- | ------------------- |
| 1982                | Singapur (Singapur) | Medalla de bronce   | –78 kg              |
| 1984                | Manila (Filipinas)  | Medalla de bronce   | –78 kg              |
| 1986                | Darwin (Australia)  | Medalla de bronce   | –83 kg              |